# Krajowe rekordy w długości skoku narciarskiego mężczyzn
Krajowe rekordy w długości skoku narciarskiego mężczyzn – zestawienie oficjalnych i nieoficjalnych rekordów krajowych w długości skoku narciarskiego mężczyzn.
Początkowo Międzynarodowa Federacja Narciarska oficjalnie notowała rekordy świata w długości skoku narciarskiego. Jednakże po uzyskaniu w 1987 roku przez Piotra Fijasa odległości 194 metrów zaprzestała ona tej praktyki, w związku z czym od tego czasu zawodnicy nie uzyskują już oficjalnych rekordów świata, a najlepsze wyniki w historii na świecie.

## Rekordy i rekordziści krajów
Poniższa lista przedstawia zestawienie rekordów krajowych poszczególnych państw uszeregowanych pod względem uzyskanych odległości. W tabeli nie uwzględniono państw już nieistniejących, jak Czechosłowacja, Jugosławia, Niemiecka Republika Demokratyczna czy Związek Socjalistycznych Republik Radzieckich. Rekordy aktualnych państw pochodzące z okresu, gdy państwa te nie istniały, ustanowione zostały przez obywateli ówczesnych państw, na których terytorium obecnie znajdują się te kraje.
| Lp. | Kraj                 | Zawodnik                 | Rekord   | Miejscowość     | Rok         | Okoliczności | Uwagi       | Źródło               |
| --- | -------------------- | ------------------------ | -------- | --------------- | ----------- | --- | ----------- | -------------------- |
| 1.  | Japonia              | Ryōyū Kobayashi          | 291,0 m  | Akureyri        | 2024        | Impreza komercyjna na specjalnie przygotowanej skoczni tymczasowej                                              | [ a ]       | [ 2 ]                |
| 2.  | Słowenia             | Domen Prevc              | 254,5 m  | Planica         | 2025        | Konkurs indywidualny Pucharu Świata                                                                             | [ b ]       | [ 3 ]                |
| 3.  | Austria              | Stefan Kraft             | 253,5 m  | Vikersund       | 2017        | Konkurs drużynowy Pucharu Świata                                                                                | [ c ]       | [ 4 ]                |
| 4.  | Norwegia             | Robert Johansson         | 252,0 m  | Vikersund       | 2017        | Konkurs drużynowy Pucharu Świata                                                                                | –           | [ 4 ]                |
| 5.  | Polska               | Kamil Stoch              | 251,5 m  | Planica         | 2017        | Konkurs drużynowy Pucharu Świata                                                                                | [ d ]       | [ 5 ] [ 6 ]          |
| 6.  | Niemcy               | Markus Eisenbichler      | 248,0 m  | Planica         | 2017 / 2019 | Seria próbna przed konkursem drużynowym Pucharu Świata / Kwalifikacje do konkursu indywidualnego Pucharu Świata | –           | [ 5 ] [ 7 ]          |
| 7.  | Stany Zjednoczone    | Kevin Bickner            | 244,5 m  | Vikersund       | 2017        | Konkurs indywidualny Pucharu Świata                                                                             | [ e ]       | [ 8 ]                |
| 8.  | Finlandia            | Janne Happonen           | 240,0 m  | Vikersund       | 2011        | Konkurs indywidualny Pucharu Świata                                                                             | [ f ]       | [ 9 ]                |
| 9.  | Szwajcaria           | Simon Ammann             | 239,5 m  | Vikersund       | 2017        | Konkurs indywidualny Pucharu Świata                                                                             | [ g ] [ h ] | [ 10 ]               |
| 10. | Rosja                | Jewgienij Klimow         | 237,0 m  | Planica         | 2020        | Konkurs indywidualny mistrzostw świata w lotach narciarskich                                                    | [ i ]       | [ 11 ] [ 12 ]        |
| 11. | Czechy               | Antonín Hájek            | 236,0 m  | Planica         | 2010        | Konkurs indywidualny mistrzostw świata w lotach narciarskich                                                    | –           | [ 13 ]               |
| 12. | Włochy               | Alex Insam               | 234,0 m  | Planica         | 2025        | Trening przed kwalifikacjami do konkursu indywidualnego Pucharu Świata                                          | –           | [ 14 ]               |
| 13. | Francja              | Vincent Descombes Sevoie | 230,5 m  | Vikersund       | 2016        | Konkurs indywidualny Pucharu Świata                                                                             | –           | [ 15 ]               |
| 14. | Ukraina              | Jewhen Marusiak          | 228,5 m  | Planica         | 2024        | Kwalifikacje do konkursu indywidualnego Pucharu Świata                                                          | –           | [ 16 ]               |
| 15. | Estonia              | Artti Aigro              | 228,0 m  | Planica         | 2019        | Trening przedskoczków przed konkursem indywidualnym Pucharu Świata                                              | –           | [ 10 ]               |
| 16. | Kanada               | Mackenzie Boyd-Clowes    | 224,0 m  | Planica         | 2016        | Trening przed konkursem indywidualnym Pucharu Świata                                                            | –           | [ 17 ]               |
| 17. | Bułgaria             | Władimir Zografski       | 215,0 m  | Oberstdorf      | 2025        | Trening przed kwalifikacjami do konkursu indywidualnego Pucharu Świata                                          | –           | [ 18 ]               |
| 18. | Turcja               | Muhammed Ali Bedir       | 212,5 m  | Bad Mitterndorf | 2023        | Trening przed kwalifikacjami do konkursu indywidualnego Pucharu Świata                                          | –           | [ 19 ]               |
| 19. | Szwecja              | Isak Grimholm            | 207,5 m  | Planica         | 2007        | Trening przed kwalifikacjami do konkursu indywidualnego Pucharu Świata                                          | –           | [ 20 ]               |
| 19. | Korea Południowa     | Choi Heung-chul          | 207,5 m  | Planica         | 2008        | Seria próbna przed konkursem indywidualnym Pucharu Świata                                                       | –           | [ 21 ]               |
| 21. | Słowacja             | Hektor Kapustík          | 202,0 m  | Planica         | 2025        | Trening przed kwalifikacjami do konkursu indywidualnego Pucharu Świata                                          | –           | [ 14 ]               |
| 22. | Kazachstan           | Siergiej Tkaczenko       | 199,5 m  | Vikersund       | 2019        | Kwalifikacje do konkursu indywidualnego Pucharu Świata                                                          | –           | [ 22 ]               |
| 23. | Białoruś             | Piotr Czaadajew          | 197,5 m  | Bad Mitterndorf | 2006        | Trening przed kwalifikacjami do konkursu indywidualnego mistrzostw świata w lotach narciarskich                 | –           | [ 23 ]               |
| 24. | Holandia             | Boy van Baarle           | 197,0 m  | Bad Mitterndorf | 2005        | Testy skoczni                                                                                                   | –           | [ 24 ] [ 25 ]        |
| 25. | Grecja               | Nikos Polichronidis      | 186,0 m  | Oberstdorf      | 2013        | Trening przed konkursem indywidualnym Pucharu Świata                                                            | [ j ]       | [ 26 ] [ 27 ]        |
| 26. | Rumunia              | Daniel Cacina            | 169,5 m  | Planica         | 2025        | Trening przed kwalifikacjami do konkursu indywidualnego Pucharu Świata                                          | –           | [ 14 ]               |
| 27. | Chiny                | Zhao Jiawen              | 144,0 m  | Ruka            | 2023        | Runda prowizoryczna przed konkursem indywidualnym Pucharu Kontynentalnego w kombinacji norweskiej               | –           | [ 28 ]               |
| 28. | Gruzja               | Koba Cakadze             | 142,0 m  | Vikersund       | 1967        | Indywidualny konkurs lotów narciarskich                                                                         | [ k ]       | [ 29 ]               |
| 29. | Hiszpania            | Bernat Solà              | 141,0 m  | Bad Mitterndorf | 1986        | Konkurs indywidualny mistrzostw świata w lotach narciarskich                                                    | [ l ]       | [ 30 ] [ 26 ]        |
| 30. | Węgry                | Gábor Gellér             | 139,0 m  | Harrachov       | 1980        | Tydzień Lotów Narciarskich                                                                                      | –           | [ 30 ]               |
| 31. | Dania                | Andreas Bjelke Nygaard   | 137,0 m  | Lillehammer     | b.d.        | Indywidualny trening skoków narciarskich                                                                        | –           | [ 31 ]               |
| 32. | Wielka Brytania      | Sam Bolton               | 134,5 m  | Whistler        | 2019        | Konkurs indywidualny mistrzostw Ameryki Północnej                                                               | [ n ]       | [ 32 ] [ 33 ]        |
| 33. | Łotwa                | Markuss Vinogradovs      | 130,0 m  | Trondheim       | 2020/21     | Trening skoków narciarskich                                                                                     | –           | [ 34 ]               |
| 34. | Islandia             | Anton Øyvindsson         | 127,0 m  | Zakopane        | 2021        | Letni obóz treningowy                                                                                           | [ o ]       | [ 35 ]               |
| 35. | Kirgistan            | Dmitrij Czwykow          | 124,0 m  | Innsbruck       | 2002        | Trening przed kwalifikacjami do konkursu indywidualnego Pucharu Świata                                          | –           | [ 36 ]               |
| 36. | Chorwacja            | Josip Šporer             | 102,0 m  | Planica         | b.d.        | b.d. | [ q ]       | [ 37 ]               |
| 37. | Tajlandia            | Korawik Saendee          | 100,0 m  | Lahti           | 2024        | Indywidualny trening skoków narciarskich                                                                        | –           | [ 38 ]               |
| 38. | Uganda               | Dunstan Odeke            | 087,0 m  | b.d.            | b.d.        | Indywidualny trening skoków narciarskich                                                                        | [ t ]       | [ 39 ]               |
| 39. | Litwa                | Zbigniew Kiwert          | 086,0 m  | Niżny Nowogród  | 1960        | Lokalny konkurs skoków narciarskich                                                                             | [ v ]       | [ 40 ]               |
| 40. | Bośnia i Hercegowina | Jovan Radovanović        | 069,5 m  | Travnik         | 1984        | Konkurs Pucharu Europy                                                                                          | [ w ]       | [ 41 ] [ 42 ] [ 43 ] |
| 41. | Azerbejdżan          | Zachir Dżafarow          | 066,0 m  | Niżny Nowogród  | 2025        | Konkurs indywidualny Pucharu Rosji                                                                              | [ o ]       | [ 44 ]               |
| 42. | Serbia               | Nikola Stevanović        | 065,0 m  | Planica         | 2019        | Indywidualny trening skoków narciarskich                                                                        | [ o ]       | [ 45 ]               |
| 43. | Andora               | Tomás Cano               | 064,5 m  | La Molina       | 1992        | Konkurs indywidualny mistrzostw Hiszpanii w skokach narciarskich                                                | [ x ]       | [ 46 ] [ 47 ] [ 48 ] |
| 44. | Macedonia Północna   | Goga Popow Pomładiot     | 062,0 m  | Planica         | 1952        | Trening przed konkursem mistrzostw Jugosławii klubów kolejarskich                                               | [ y ]       | [ 49 ]               |
| 45. | Australia            | Bruce Neville            | 057,5 m  | Westby          | 1997        | Konkurs Pucharu Kontynentalnego                                                                                 | [ z ]       | [ 50 ]               |
| 46. | Liechtenstein        | Norbert Frick            | 054,5 m  | Riezlern        | 1981        | Międzynarodowy konkurs skoków narciarskich                                                                      | –           | [ 51 ]               |
| 47. | Czarnogóra           | Božo Čvorović            | 046,0 m  | Žabljak         | 1962        | Konkurs mistrzostw kraju                                                                                        | [ aa ]      | [ 52 ]               |
| 48. | Grenlandia           | Hans Holm                | 045,0 m  | Oslo            | 1956        | Trening przed lokalnym konkursem skoków narciarskich                                                            | [ ab ]      | [ 53 ] [ 54 ]        |
| 49. | Belgia               | Jeno Farinon             | 037,0 m  | Höhnhart        | 2019        | Lokalny konkurs skoków narciarskich                                                                             | [ o ]       | [ 55 ]               |
| 50. | Meksyk               | José Miguel Banda Ceja   | 035,0 m  | Park City       | 2012        | Konkurs eliminacyjny w ramach mistrzostw Stanów Zjednoczonych juniorów                                          | –           | [ 56 ] [ 57 ] [ 58 ] |
| 51. | Chile                | Alfredo Aliaga           | 030,0 m  | Farellones      | 1955        | Międzynarodowy konkurs skoków narciarskich                                                                      | [ ac ]      | [ 59 ] [ 60 ]        |
| 52. | Nowa Zelandia        | Roy McKenzie             | 025,3 m  | Coronet Peak    | 1947        | b.d. | [ ad ]      | [ 61 ]               |
| 53. | Argentyna            | Luis de Ridder           | 025,0 m  | Farellones      | 1954        | Międzynarodowy konkurs skoków narciarskich                                                                      | –           | [ 62 ] [ 60 ]        |
| 54. | Liban                | Nadim Barrage            | 016,0 m  | Baszarri        | 1968        | Lokalny konkurs skoków narciarskich                                                                             | –           | [ 63 ] [ 64 ]        |
| 55. | Boliwia              | René Farwig              | 0>10,0 m | Farellones      | 1954        | Międzynarodowy konkurs skoków narciarskich                                                                      | [ ae ]      | [ 65 ] [ 66 ]        |
| 56. | Wyspy Owcze          | Hilbert Isaksen          | 06,8 m   | Klaksvík        | 1970        | Łączone zawody narciarskie w zjeździe i skoku                                                                   | [ af ]      | [ 67 ]               |